# Pirata rubicundicoloratus
Pirata rubicundicoloratus är en spindelart som först beskrevs av Embrik Strand 1906.  Pirata rubicundicoloratus ingår i släktet Pirata och familjen vargspindlar.
Artens utbredningsområde är Algeriet. Inga underarter finns listade i Catalogue of Life.